# Justiniano de Serpa
Justiniano José de Serpa (Aquiraz, 6 de janeiro de 1852 — Rio de Janeiro, 1 de agosto de 1923), foi um escritor e político brasileiro. Um dos sócio-fundados do Instituto Histórico e Geográfico do Pará em 1900.

## Biografia
De origem humilde, trabalhou desde cedo juntamente com seu pai, Manuel da Costa Marçal. Transferindo-se para Fortaleza, começou a atuar como jornalista. Bacharelou-se em Direito na Faculdade de Direito do Recife, em 1888, quando já era conhecido na vida política e intelectual local. Foi um dos mais fervorosos adeptos da abolição da escravatura no Ceará, seja como político, seja como jornalista. Nessa atividade, chegou a  redator  do jornal A Constituição, órgão do Partido Conservador Cearense.
Participou do Centro Literário e foi um dos fundadores da Academia Cearense de Letras, do qual é patrono da 22ª (vigésima segunda) cadeira e, em 1922, foi o responsável pela sua reorganização. Autor de diversas obras do campo do Direito, de ensaios e poesia. Destacam-se Oscilações (1883), O Nosso Meio Literário (1896) e Questões de Direito e Legislação (1920). Sua obra poética, ligada ao movimento abolicionista, do qual foi um dos mais ativos participantes, era essencialmente condoreira. Foi maçom pertencente à Loja Fraternidade Cearense.
Iniciou a vida política ainda durante o Império, sendo deputado geral entre 1882 e 1889 pelo Partido Conservador.

## Fase Republicana
Após  a  proclamação  da  República,  foi  eleito  deputado  pelo  Ceará  ao  Congresso  Nacional  Constituinte. Empossado em 15 de novembro de 1890 e promulgada a Constituição em 24 de fevereiro de 1891, a partir de junho passou exercer o mandato ordinário até dezembro de 1893. Continuou, durante todo o período, sua atividade jornalística: em 1889 colaborava no jornal O  Norte, juntamente  com  Martinho  Rodrigues, Gonçalo de Lagos, Alves Lima e Drummond da Costa, e de 1891 a 1893 colaborou no Diário do Ceará. Foi também redator, juntamente com Barbosa Lima, do periódico A Pátria, e colaborou, ao lado de Guilherme Studart e Rodrigues Carvalho, na redação de Iracema, jornal do Centro Literário de Fortaleza.
Desligando-se  da  política após  a conclusão  do  mandato,  seguiu  em  1896  para  Manaus,  onde  trabalhou  como  redator-chefe  de  Federação e Rio  Negro,  periódicos  importantes  da  cidade. Ainda em Manaus foi superintendente do governo do município, professor do Liceu Amazonense, diretor da Biblioteca do Estado, delegado   da   Intendência,  procurador  seccional  da  República  e  delegado do governo  federal  junto  ao  Ginásio  Amazonense. De Manaus foi para Belém em 1898, onde foi professor e vice-diretor da Faculdade de Direito e advogado  de  nota. Permaneceu no Pará  até  1919,  e foi  várias  vezes  eleito  deputado  federal por esse estado, tendo exercido o mandato de 1906 a 1911 e de 1915 a 1920, tendo exercido papel importantíssimo como presidente da Comissão dos 21, responsável pela comissão para elaboração do Código Civil, baseada no projeto de Clóvis Beviláqua.
Em 1920, foi eleito presidente do Ceará, na  sucessão  de  João  Tomé  de  Saboia e Silva, e tomou posse em 12 de julho do mesmo ano, tendo como vice o abastado comerciante e Coronel da Guarda Nacional, José Cândido de Souza Carvalho.
O ato mais importante de sua administração foi a reforma da Constituição estadual  em 1921, revogando o artigo que permitia a reeleição do presidente do estado. Foi também revogado o artigo que permitia a alteração da Constituição pelas leis ordinárias. Além disso, proibiu a demissão de funcionários sem prévio processo administrativo, vedou acumulações remuneradas e extinguiu os cargos de segundo e terceiro vice-presidentes do estado. Doente, afastou-se do governo em 12 de julho de 1923, sendo substituído pelo vice  Ildefonso  Albano, que um ano depois passaria o cargo a  José  Moreira  da  Rocha. Seguiu então para o Rio de Janeiro, onde veio a falecer em 1º de agosto na Casa de Saúde do Dr. Poggi.

## Obras
- O poeta e a virgem (s/d);
- Oscilações (poesias, 1883);
- Três liras (poesias de Antônio  Bezerra, Serpa e Antônio Martins, os três poetas do abolicionismo, 1883);
- Sombras e clarões (versos, 1885);
- Sob os ciprestes (1887);
- A educação brasileira, seus efeitos sobre o nosso meio literário  (1896);
- Reforma da legislação cambial (1907);
- Questões de direito e legislação (1920).

## Homenagens
- Foi membro do Instituto do Ceará e da Academia Cearense de Letras,
- Uma escola em Fortaleza foi nomeada em homenagem ao governador,[13][14][15][16][17]
- Um monumento em Fortaleza foi erguido em homenagem ao governador,[18]
- Uma rua em Fortaleza foi nomeada em homenagem ao governador,[19]
- Uma rua em Caucaia foi nomeada em homenagem ao governador.[20]